# Саседон
Саседон (ісп. Sacedón) — муніципалітет в Іспанії, у складі автономної спільноти Кастилія-Ла-Манча, у провінції Гвадалахара. Населення — 1839 осіб (2010).
Муніципалітет розташований на відстані близько 85 км на схід від Мадрида, 40 км на південний схід від Гвадалахари.
На території муніципалітету розташовані такі населені пункти: (дані про населення за 2010 рік)
- Лас-Брісас: 27 осіб
- Корколес: 110 осіб
- Саседон: 1702 особи

## Демографія
Динаміка населення (INE ):

## Галерея зображень

Розташування муніципалітету у провінції Гвадалахара